# Estación Líbaros
Estancia Líbaros é uma junta de governo da província de Entre Ríos, na Argentina.